# 天劫高手
《天劫高手》（英語：Bandit）是一部2022年加拿大傳記犯罪片，由艾倫·安格爾執導，喬許·杜哈莫、梅爾·吉勃遜、伊麗莎·庫斯伯特和內斯特·卡博內爾主演。電影根據職業罪犯小吉伯·加爾文（Gilbert Galvan Jr）的真實經歷改編，他在1984年從密歇根監獄越獄，越過邊境進入加拿大，並繼續搶劫59家銀行和珠寶店，同時被警察特遣部隊追捕；至今他仍然保持著加拿大歷史上連續搶劫次數最多的記錄。
克雷格·溫曼（Kraig Wenman）編寫的劇本主要依據1996年羅伯特·納克爾的真實犯罪書籍《飛天大盜》（The Flying Bandit）中的採訪和敘述。《天劫高手》2022年9月23日在加拿大上映。電影發行後獲得了正面為主的評價，其中杜哈莫的演出表現備受影評家稱譽，更稱其為杜哈莫的職業生涯最佳表演.

## 演員
- 喬許·杜哈莫飾演小吉伯·加爾文／羅伯·懷特曼（Gilbert Galvan Jr / Robert Whiteman）[6]
- 梅爾·吉勃遜飾演湯米·凱（Tommy Kay）[7]
- 伊麗莎·庫斯伯特飾演安德莉亞·哈德森（Andrea Hudson）[8]
- 內斯特·卡博內爾飾演約翰·史奈德斯（John Snydes）[9]

## 外部連結
- 互联网电影数据库（IMDb）上《天劫高手》的资料（英文）